# Gare de Kanbara
Pour les articles homonymes, voir Kambara.
La gare de Kanbara (蒲原駅, Kanbara-eki) est une gare ferroviaire japonaise de la ligne principale Tōkaidō, située dans l'arrondissement Shimizu-ku de la ville de Shizuoka. 
Elle a été mise en service en 1890.
C'est une gare de la Central Japan Railway Company (JR).

### Desserte

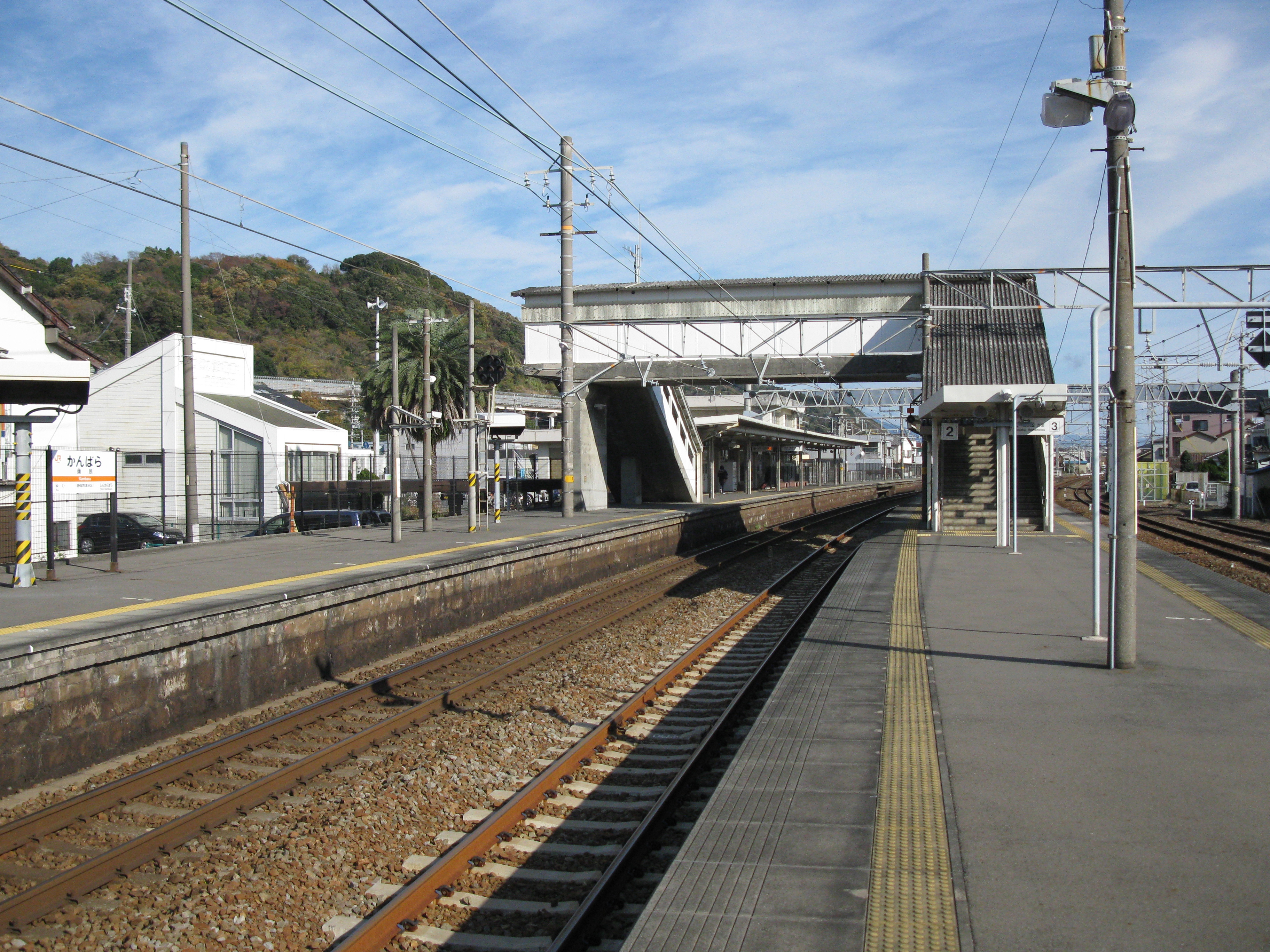
Voies et quais de la gare.